# Claudio Caligari
Pour les articles homonymes, voir Caligari.
Claudio Caligari est un réalisateur et scénariste italien, né à Arona le 7 février 1948 et mort à Rome le 26 mai 2015.
D'abord sous la forme de documentaires puis de fictions, son œuvre est fondée sur son engagement social et politique. De ses débuts à Turin jusqu'à Ostie et la banlieue romaine, Caligari n'a jamais cesser de filmer la marginalité : des histoires dures et violentes, la drogue, le mal-être, la pauvreté et la misère. Son style cru et ses obsessions lui ont permis de filmer une humanité fragile, douloureuse et fière.
Caligari est souvent présenté comme un « outsider » du cinéma italien. En trente ans, il a réalisé trois films et a écrit une dizaine de scénarios.

## Biographie

### Les premiers documentaires
« Enfant, il m'est arrivé de voir Prima linea, L'uomo senza paura  ou Roma città aperta  à la télévision avec mon père. Puis à 20 ans, j'ai été kidnappé par la Nouvelle vague et le climat politique délétère que je sentais flotter.  Le cinéma de cette époque était un cinéma de résistance et je me suis dit « mais pourquoi je ne pourrais pas en faire moi aussi ? ». Comme ça dans la moitié des années 70, où tout semblait pouvoir être mis en discussion, j'ai acheté un peu de matériel et j'ai commencé à tourner des choses vraiment underground: pleine de vitalité et d'enthousiasme. ». D'abord comme documentariste, Claudio Caligari commence à se faire connaitre dans le milieu du cinéma indépendant, avec un cinéma dit social, au milieu des années 1970. Dès le début, son travail prend source dans la réalité vécue par de jeunes italiens désœuvrés, dans les années qui précèdent le Mouvement de 1977.
En 1976, il réalise Alice e gli altri, documentaire à caractère politique traitant du Mouvement de 1977.
Parallèlement à son travail documentaire vers la fin des années 1970, Caligari commence à vouloir faire de la fiction. Il cherche alors à travailler comme assistant réalisateur auprès de réalisateurs comme Marco Ferreri, Marco Bellocchio et Pier Paolo Pasolini.< « Quand Accattone est passé à la télévision, Pasolini était encore vivant. Je me souviens d'un de ses articles sur le Corriere della Sera. Quelques mois plus tôt, par l'intermédiaire de Francesco Leonetti, j'avais essayé de devenir son assistant pour un film qu'il devait faire sur Saint-Paul. En réalité, ce film est devenu Salò. À cette période, le plateau n'était pas ouvert au public, et Leonetti m'a dit que je jouerai sur le prochain film. Il n'y en a jamais eu. » Dans les deux années qui suivent, 1977-1978, en collaboration avec Franco Barbero, Caligari continue son chemin dans le cinéma documentaire et social en réalisant quatre autres films : Lotte nel Belice, La macchina da presa senza uomo, La follia della rivoluzione et La parte bassa. Ce dernier film, sorti en 1978, témoigne de la naissance du Mouvement de 1977 en montrant les manifestations et les assemblées du Cercle des jeunes prolétaires (Circoli del Proletariato Giovanile) à l'Université. Il montre le chemin de pensée de cette lutte qui, dans le courant de l'année suivante, enflammera Milan. Tourné en 1976, le film est divisé en trois parties (deux sont plutôt documentaires et l'autre de fiction). Il a été restauré numériquement en 2014 par la cinémathèque nationale italienne.
Auteur d'un cinéma direct et explicite, sans aucun intérêt commercial et donné au spectateur, Caligari tente, au début des années 1980, de transposer son intérêt pour les réalités marginales des banlieues italiennes à la fiction.

### Les longs métrages de fiction

#### Amore tossico
En 1983, sort son premier long métrage, Amore tossico, pour lequel Caligari signe le scénario (en collaboration avec le sociologue Guido Blumir) comme la réalisation. Situé à Ostie et dans la banlieue romaine, le film raconte l'arrivée et l'implantation de l'héroïne dans les villes pasoliniennes à travers les vicissitudes d'un groupe d'amis toxicomanes. Le tournage du film est précédé, comme toujours, d'une longue phase de préparation documentaire. À l'instar du nouveau réalisme, et selon les idées de Caligari, le casting doit être entièrement composé de personnes trouvées dans la rue, sans l'apparition d'acteurs ou d'actrices professionnelles. Au fil du temps, le réalisateur réussi à établir une relation de confiance totale avec les protagonistes du film et la plupart des dialogues sont corrigés. Le scénario est rectifié presque mot pour mot, afin d'être aussi vrai et authentique que possible, et ce, grâce aux conseils des acteurs amateurs et des habitants de ces quartiers.
Le tournage d'Amore tossico est fortement perturbé et s'étale sur deux années, 1982 et 1983. Au départ, Caligari s'associe à un petit producteur qui quitte le projet soudainement. Le film est tourné au tiers et Caligari est contraint de s'arrêter un an avant de pouvoir tourner de nouveau. Marco Ferreri lui vient en aide en lui présentant le producteur Giorgio Nocella et la société de distribution Gaumont qui permettront à Caligari de terminer son film.
Amore tossico est présenté, comme premier film, à la  40e Mostra de Venise en 1983. Il y reçoit le Prix spécial De Sica. Il obtient également le Prix spécial du Festival de Valence. Au Festival de Saint-Sébastien, c'est Michela Mioni, actrice amateure, qui reçoit le Prix de la meilleure interprétation féminine. Le succès discret et sérieux du film semble présager un sursaut dans la carrière de Caligari mais en fait, à cause de nombreux problèmes de production, le film est diffusé un an plus tard dans les salles italiennes avec un nombre réduit de copies disponibles.

#### L'odore della notte
Dans les années suivantes, Caligari travaille sur de nombreux scénarios qu'il n'arrive pas à produire ni à réaliser : La ballata degli angeli assassini, Dio non c'è alla Sanità (l'histoire d'un prêtre anti-camorra) et Suicide special (l'histoire d'un affrontement entre bandes criminelles dans une Rome nocturne peuplée de gens bizarres, marginaux et travestis, vivant de la prostitution et d'autres crimes. « Tu peux perdre deux ou trois ans sur une idée que tu ne réussis pas à concrétiser. Tu peux prendre une autre idée sur laquelle tu restes deux ou trois ans, et que tu n'arrives pas à réaliser non plus. Et voilà comment passent quinze années ». Il faudra attendre quinze ans pour revoir le réalisateur piémontais derrière la caméra. En 1998, il sort L'odore della notte. Le film  prend place entre la fin des années 1970 et le début des années 1980, et raconte les aventures d'une bande de braqueurs issus de la banlieue romaine et spécialisés dans les braquages des quartiers riches de la capitale. Interprété par Giorgio Tirabassi, Marco Giallini et Emanuel Bevilacqua, l'acteur principal du film est Valerio Mastandrea.
Extrait d'un roman de Dido Sacchettoni (it), Le Notti di "Arancia Meccanica" et inspiré de faits réels commis par la Banda dell'arancia meccanica (Bande de l'orange mécanique), un groupe de braqueurs-flics mené par Agostino Panetta qui ont fait régner la terreur dans les rues de Rome de 1979 à 1983. Avec ce film, Caligari cherche en quelque sorte à reprendre l’héritage du cinéma « Poliziottesco » (genre cinématographique italien des années 1970 qui met en scène des policiers violents et leur goût pour la vengeance) avec ses propres obsessions sociales et stylistiques. Le film est présenté lors de la Settimana della Critica à la  55e Mostra de Venise en 1998.

#### Non essere cattivo
Caligari commence à tourner Non essere cattivo en février 2015. Le film est écrit à six mains avec Francesca Serafini et Giordano Meacci et il est interprété par Luca Marinelli, Alessandro Borghi, Silvia D’Amico et Roberta Mattei. Et il est tourné à Ostie. Le film se trouve dans la continuité d'Amore tossico : histoire d'amitié et chute aux enfers dans la banlieue de Rome des années 1990, entre vols, drogue synthétiques et scènes de la vie quotidienne d'un groupe de jeunes en ville. Le tournage du film s'est étalé sur six semaines et a été fortement soutenu et promu par Valerio Mastandrea, ami du réalisateur, prenant le rôle de producteur délégué pour garantir la présence de Caligari sur le tournage. En effet, le réalisateur est gravement malade.
Ce film a été produit par Kimerafilm, Rai Cinema e Taodue et fut présenté hors compétition à la 72e Mostra de Venise en 2015 où il a obtenu le prix Pasinetti du meilleur film et du meilleur acteur (Luca Marinelli). Le 8 septembre 2015, le film est distribué (Good films) dans les salles italiennes avec environ une soixantaine de copies. Et le 28 septembre, il est choisi pour représenter l'Italie à la cérémonie des Oscars 2016 dans la catégorie "Meilleur film étranger".
Malade depuis des années, Claudio Caligari meurt à Rome le 21 mai 2015 à l'âge de 67 ans alors que le montage de son dernier film Non essere cattivo est à peine terminé.

## Filmographie

### Documentaires
- 1976 : Alice e gli altri
- 1977 : Lotte nel Belice
- 1977 : La macchina da presa senza uomo
- 1978 : La follia della rivoluzione
- 1978 : La parte bassa

### Longs métrages
- 1983 : Amore tossico
- 1998 : L'odore della notte (it)
- 2015 : Mauvaise Graine (Non essere cattivo)

### Scénarios non réalisés
- Suicide special (1980)
- Effetto Elisa (1984)
- La grande illusione del numero due (1987)
- La ballata degli angeli assassini (1988)
- Ladro d’amore (1989)
- Sottoroma (1990)
- Dio non c’è alla Sanità (1991)
- Anni rapaci (2004)[11]

Claudio Caligari n'a pas participé à la réalisation de Perché Droga? (1976) comme cela lui est souvent attribué. Perché Droga? a été réalisé par Daniele Segre et Franco Barbero.